# Krucifer

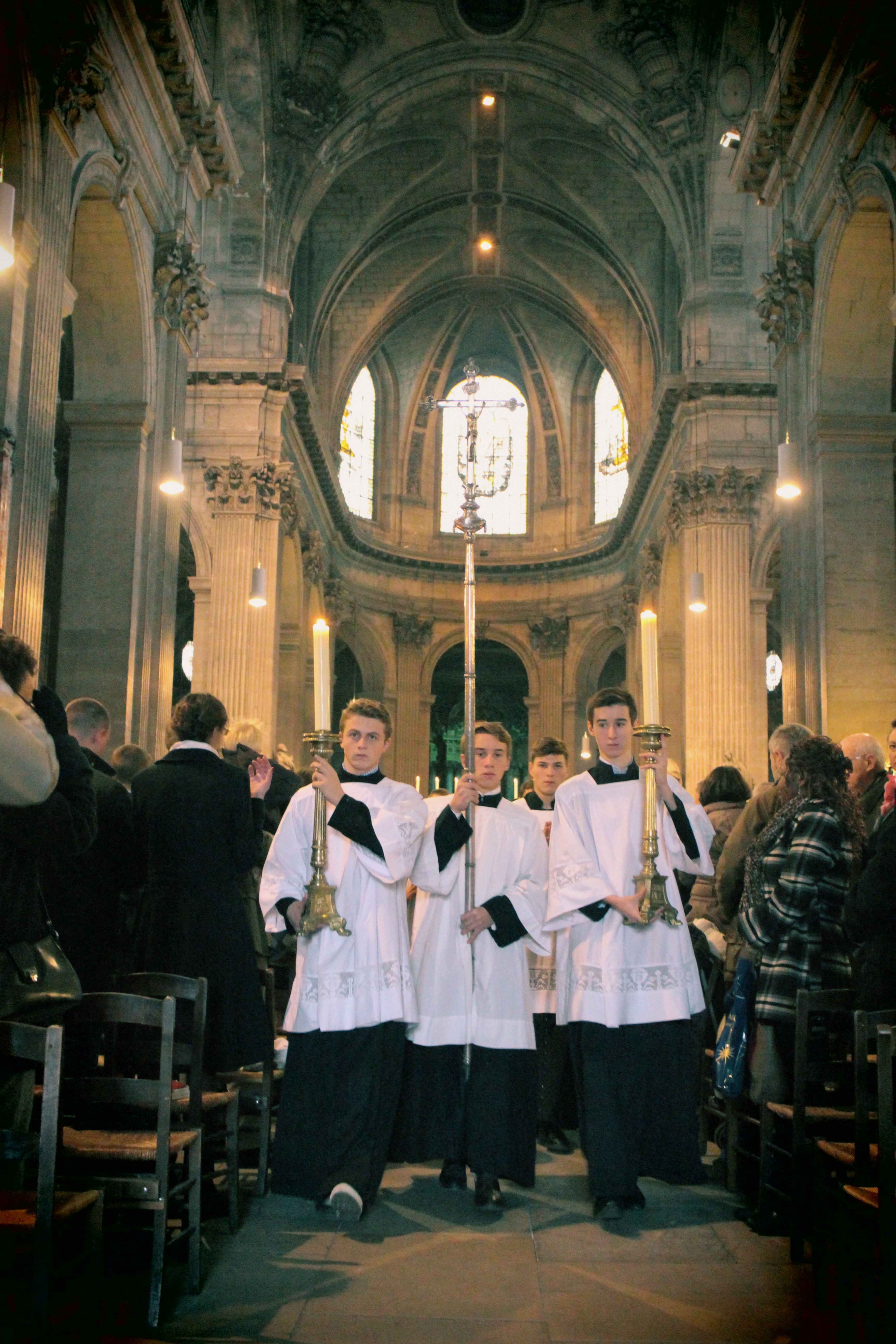
Krucifer (uprostřed), po boku má ceroferáře

Krucifer (řidčeji crucifer) nebo také kruciferář je ministrant, který v liturgickém průvodu nese procesní kříž. Jde přitom v jeho čele, před ním může jít pouze navikulář s loďkou a turiferář s kadidelnicí (například při vstupním průvodu), vlevo a vpravo od krucifera jde ceroferář. Do liturgické reformy provedené po druhém vatikánském koncilu zastával funkci krucifera podjáhen.